# Кинг Чарлз шпаньол
Кинг Чарлз шпаньолът (на английски: King Charles Spaniel) е порода кучета, която се отнася към декоративния вид. Тя е една от малкото породи от типа шпаньол, които са декоративни. Появяват се в Англия още през 16 век, но по-известни стават през втората половина на 17 век, или по-точно през английската Реставрация. Тогава те се превръщат в любимци на крал Чарлз II. Дотогава кучетата от породата били притежание основно на английските лордове, а днес могат да се срещнат по целия свят, включително и в България.
Кинг Чарлз шпаньолът е малко куче, тежащо между 3,6 и 6,3 кг. Имат много добро телосложение. Главата им е малка, но имат силна и болезнена захапка. Погледът им е добродушен, имат малки черни очи. Тялото им е издължено, със силни лапи. Козината им е дълга и гъста, а цветът ѝ може да бъде черен, рубинен, бленхайм или трицветен. Това куче е прекрасен компаньон, готов винаги да следва господаря си. Въпреки малкия си размер те са учудващо смели, жизнерадостни, игриви и предани на стопанина си. Могат спокойно да живеят в градска среда, но се нуждаят от голямо пространство, за да могат да се движат достатъчно и да поддържат добра форма.
От тази порода е създадена през 20 век нова, подобрена порода – Кавалер Кинг Чарлз шпаньол.